# Bacurau-de-rabo-branco
Noitibó-d'asa-branca ou bacurau-de-rabo-branco (Eleothreptus candicans) é uma ave do cerrado brasileiro, com registros nos estados de Goiás, Mato Grosso, São Paulo e Espírito Santo, que consta da lista oficial de espécies ameaçadas de extinção do Ministério do Meio Ambiente.

## Etimologia
"Bacurau" vem do termo tupi wakura'wa.